# Eisenbahnunfall von Kurawan
Bei dem Eisenbahnunfall von Kurawan entgleisten am 4. August 2015 zwei Schnellzüge beim Bahnhof Kurawan im indischen Bundesstaat Madhya Pradesh. 31 Menschen starben.

## Ausgangslage
Heftiger Monsunregen führte in der Region, in der der Unfall geschah, zu Überschwemmungen, die Gewässer führten Hochwasser. Der Bereich der Unfallstelle befindet sich auf elektrifizierten Bahnstrecke Khandwa–Itarsi der Indian Railways. Hier führt eine Brücke über den Fluss Machak. In den Zügen befanden sich weit über 300 Reisende.
Der Kamayani Express, unterwegs von Mumbai nach Varanasi und der Janata Express, unterwegs in der Gegenrichtung zwischen Patna und Mumbai, befuhren die Strecke.

## Unfallhergang
Im Bereich der Brücke hatten die Wassermassen den Bahndamm aufgeweicht, nach einigen Berichten soll auch die Brücke selbst überflutet gewesen sein. Noch zehn Minuten vor dem Unfall hatte ein anderer Zug die Stelle ohne Zwischenfall befahren. Auch die Zugspitze des Kamayani Express fuhr noch über den Durchlass. Während Bahn und Eisenbahnminister von einer Sturzflut ausgingen, die den Bahndamm beschädigt habe, und auch von einem Dammbruch in der Nähe der Unfallstelle berichtet wurde, der die Sturzflut verursacht habe, was sich aber als unzutreffend erwies, gingen Ingenieure der Bahn von einem langsamen Absinken des Bahndamms aus, der bei ausreichender Überwachung des Gleises rechtzeitig hätte bemerkt werden können.
Zuerst entgleisten die sieben hinteren Wagen des Janata Express hier gegen 23:30. Wenige Minuten später fuhr dann auf dem Gleis der Gegenrichtung der Kamayani Express und entgleiste mit Lokomotive und drei Wagen, einige stürzten um, einige fielen ins Wasser.

## Folgen
31 Menschen starben, zwei davon während Rettungsversuchen durch die noch nicht geerdete Oberleitung. Etwa 100 wurden darüber hinaus verletzt. 900 Meter der Strecke wurden beschädigt.
Örtliche Hilfe kam nach etwa 30 Minuten, die offiziellen Rettungskräfte trafen nach zwei Stunden ein. Die Rettungsarbeiten gestalteten sich schwierig, da sie ohne Beleuchtung begonnen werden mussten. Etwa 300 Reisende wurden von der Unfallstelle weggebracht.